# Gewat (Linge)
Gewat is een bestuurslaag in het regentschap Aceh Tengah van de provincie Atjeh, Indonesië. Gewat telt 37 inwoners (volkstelling 2010).